# Journal de la Corse
Le Journal de la Corse est un journal d'information sur la Corse. Fondé le 1er novembre 1817, son siège social se situe à Ajaccio, en Corse du sud.